# Scooby-Doo și Vârcolacii Potrivnici
Scooby-Doo și Vârcolacii Potrivnici (sau Scooby-Doo și vârcolacul încăpățânat, engleză Scooby-Doo! and the Reluctant Werewolf) este un film de televiziune animat din 1988 produs de Hanna-Barbera pentru sindicare ce face parte din seria de filme Hanna-Barbera Superstars 10.
Filmul a rulat și în România pe Cartoon Network (în cadrul lui Cartoon Network Cinema) și mai apoi pe Boomerang (în cadrul lui Boomerang Cinema).

## Distribuție (versiunea română)
- Sandu Pop – Scooby‑Doo , Dracula

## Premis
Shaggy este transformat într-un vârcolac pentru a participa într-o cursă stranie de mașini și are nevoie de ajutorul lui Scooby-Doo și al prietenilor săi ca să-l ajute.

## Notă
Aceasta este ultima apariție a lui Scrappy-Doo în franciză în care el are rol de protagonist. N-a mai apărut după aceea decât în filmul în acțiune pe viu Scooby-Doo, unde el este răufăcător.

## Legături externe
- Scooby-Doo și Vârcolacii Potrivnici la Internet Movie Database

1. ↑  „Ana Baniciu se reinventează fiind iubita lui Superman în Lois & Clark”, Forbes România, 10 august 2023. Articolul menționează și distribuția din filmele Scooby‑Doo, incluzându-l pe Sandu Pop, sau Văru Săndel cu numele său de scenă